# Takeo Fukuda
Takeo Fukuda (Takasaki, 14 de Janeiro de 1905 — 5 de Julho de 1995) foi um político japonês. Ocupou o lugar de primeiro-ministro do Japão de 24 de dezembro de 1976 a 7 de dezembro de 1978.
De filosofia simples, auxiliou o Japão a ocupar o lugar de destaque que hoje tem no mundo. "Copiar para criar, criar para competir, competir para vencer. Já estamos na segunda fase." De fato hoje o Japão está na terceira fase, estando na vanguarda da indústria mundial.
Seu filho, Yasuo Fukuda, é o atual líder do Partido Liberal Democrata, partido majoritário na câmara baixa japonesa.